# Reinhardt van Randwijk
Reinhardt van Randwijk, pseudoniem voor Reinhardt Jan Prummel (Veendam, 1 juni 1910 - Alphen aan den Rijn, 19 juli 1988) was een Nederlands tenor.
Hij was zoon van het Groninger echtpaar Jan Prummel en Hinderika Venema. Hijzelf was getrouwd met Feikje Trijntje de Wit, eveneens uit die provincie.
Hij kreeg zijn zangopleiding te Amsterdam bij Eduard Lichtenstein en Louis van Tulder. Van Randwijk legde zich toe op oratoria. Zijn loopbaan werd onderbroken door de Tweede Wereldoorlog; hij wilde geen lid worden van de Cultuurkamer.
Hij was jarenlang leider van het VU-Studentenkoor (1960-1975) en bouwde dat verder uit, maar toch met name met religieuze muziek, destijds passende bij de Vrije Universiteit Amsterdam. Zelf zong hij jaren in het Nederlands Kamerkoor. Hij stond ook  lang voor het Volendams Operakoor.
In 1964 leidde van Randwijk Carmina Burana van Carl Orff in het Concertgebouw. Uitvoerenden waren het schoolkoor en –orkest van de Christelijk Streeklyceum Buitenveldert, dat net haar nieuwe schoolgebouw van Marius Duintjer had geopend aan de De Cuserstraat 3. Van Randwijk was er van 1958 tot 1968 muziekleraar en koorleider. Hij woonde er om de hoek, Margaretha van Borsselenlaan, Amstelveen, wijk Randwijck. Zijn zoon noemde zich weer Rein Prummel, hij kreeg muziekles van zijn vader in De Cuserstraat.
In 1973 werkte hij en het Volendams Operakoor, onder anderen, mee aan de kerstplaat Kerstfeest in Volendam, muziekproducent was Peter Koelewijn.